# Каменец-Подольская крепость
Старый замок Каменца-Подольского (укр. Кам'янець-Подільська фортеця) — средневековый замок города Каменец-Подольский, один из исторических памятников Украины.

## История
Замок предположительно существовал ещё во времена Киевской Руси (как детинец древнерусского града), однако каменный замок построили литовские князья Кориатовичи.
Крепость в Каменце-Подольском впервые упоминается в 1374 году в грамоте князя Юрия Кориатовича (одного из четырёх братьев Кориатовичей, которые владели Подольем). В то время башни и стены были уже каменными и частично деревянными. Крепость находилась у входа в город, к которому вел узкий 9-метровый перешеек, и была его надёжной защитой (город располагался в петле речки Смотрич). 
В XV в. край был захвачен поляками. Польские князья Бучацкие выманили литовского воеводу Довгерда на переговоры и, пленив его, захватили Каменецкую крепость и контроль над городом. Позже они продали его королю, и Каменец-Подольский стал центром воеводства, важным пограничным форпостом обороны Речи Посполитой, «крайним бастионом христианства». По описи 1492 года замок состоял из башен и каменных стен с двумя воротами на юг и север. Примыкавший к замку двор был обнесён деревянной стеной с обустроенными в ней «клетями». В середине XVI в. все деревянные укрепления крепости под руководством зодчего Иова Брейтфуса были заменены каменными. С этого времени замок приобрёл свой современный вид. Крепость является вытянутой формы многоугольником. Она обнесена высокими стенами с башнями на каждом углу. Слева от восточных ворот находится Папская башня, за ней Колпак, Тенчинская башня, башня № 8 Ляцкая, Дневная башня, Новая западная башня, Малая западная башня, Рожанка, Комендантская башня, Башня Лянцкоронская, Чёрная башня (фундамент), Новая восточная. 
В 1672 году город Каменец-Подольский захватила турецкая армия.
С тех пор замковый мост начали называть «турецким». В конце XVII века замок вернулся Польше, а немного позже при разделе Речи Посполитой — отошёл к Российской империи.
В XIX веке Каменец-Подольский замок утратил военное значение.
В 1928 году крепость стала республиканским заповедником, а в 1937 году в ней был организован музей-заповедник.
В Каменец-Подольской крепости томился в заточении предводитель крестьянского движения Устим Кармелюк.
2 августа 2011 года из-за неблагоприятных погодных условий Новая западная башня была частично разрушена.
В Каменец-Подольском замке проводились съёмки следующих фильмов:
- Комиссар
- Старая крепость
- Тарас Бульба — кадры штурма крепости.

## Галерея
|                                     |                                         |               |            |                          |
| Крепостная стена и одна из 12 башен | Ночной вид на замок Каменца-Подольского | Вид из города | Зимний вид | Каменец-Подольский замок |